# Pacific World
El Pacific World (anteriormente llamado Sun Princess) es un crucero de la clase Sun construido en 1995 y operado por Peace Boat. En el momento de su entrada en servicio fue crucero más grande del mundo en activo. Era el barco líder de su clase.

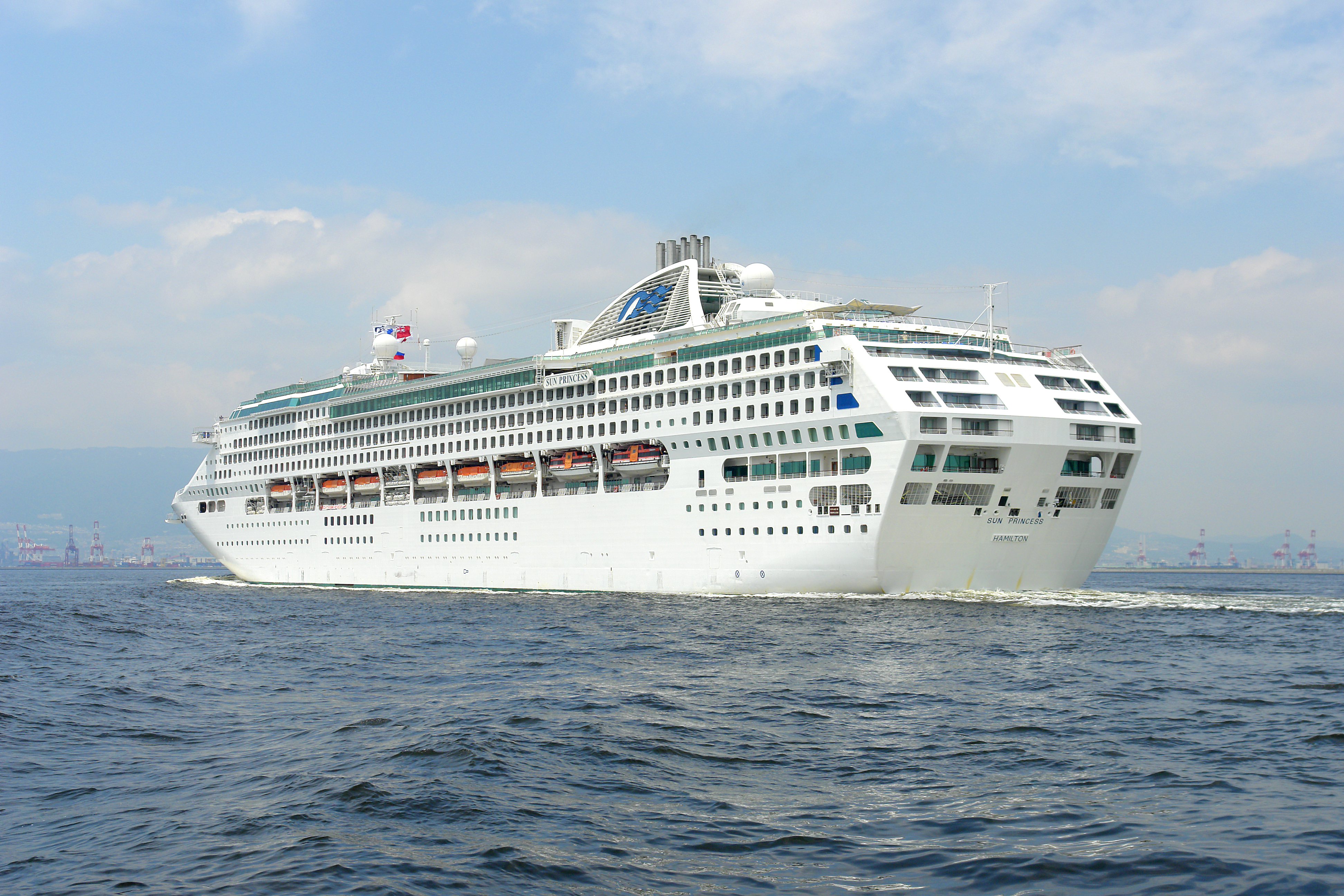
El Sun Princess en el puerto de Kobe, Japón, en el año 2013.

El Sun Princess fue el barco en el que el programa de televisión de 1998-1999 (1977-1986 anteriormente conocido como The Love Boat en sus temporadas anteriores en su emisión original en televisión) The Love Boat se reestrenó como Love Boat: The Next Wave protagonizada por Robert Urich. Fue noticia en octubre de 2007 como el barco más grande que jamás haya cruzado por debajo del puente del puerto de Sidney al ingresar al puerto por primera vez, con un espacio libre vertical de aproximadamente 2,5 m (8 pies 2 pulgadas) de sobra durante la marea baja.
En julio de 2018, Sun Princess se sometió a un dique seco de dos semanas. Recibió un nuevo diseño de librea, una nueva categoría de camarote, tiendas y otras comodidades a bordo.
En septiembre de 2020, Sun Princess se vendió a Peace Boat. La Sun Princess pasó a llamarse Pacific World.